# Pütz (Bergisch Gladbach)
Das Gut auf’m Pütz bzw. Pütz ist ein historisches Bauerngut und ein Ortsteil im Stadtteil Bensberg der Stadt Bergisch Gladbach  im Rheinisch-Bergischen Kreis.

## Lage und Beschreibung
Das Gut auf’m Pütz befindet sich bei der Adresse Gartenstraße 31. Das jetzige Gebäude stammt aus dem Jahr 1769 und beherbergt heute den Kunstort Bensberg bei Köln (KBBK). Das Gebäude ist in der Liste der Baudenkmäler in Bergisch Gladbach mitsamt dem Viehseuchenkreuz von 1797 mit der Nummer 87 eingetragen. Da das Gut mittlerweile in einem geschlossenen Siedlungsbereich liegt, wird die Ortslage nicht mehr eigenständig wahrgenommen.
Die bis zur kommunalen Neugliederung 1975 so genannte Pützgasse (heute Pehlengarten) wurde nach dem Gut benannt.

## Etymologie
Pötz bzw. Pütz  für Quelle oder Brunnen geht auf lateinisch puteus zurück. Der noch heute im Keller befindliche Pütz hatte die Bewohner von Bensberg mit Wasser versorgt, bevor das allgemeine Wasserleitungssystem im Zeitraum 1901 bis 1913 installiert wurde.

## Geschichte
Das Gut auf’m Pütz bildete mit dem Gut Valdor (Falltor) zwei Hofstellen, die auch Groß- und Klein-Valdor genannt wurden.1625 wird ein Weinandt am Putz erwähnt. Aus Carl Friedrich von Wiebekings Charte des Herzogthums Berg 1789 geht hervor, dass Pütz zu dieser Zeit Teil der Freiheit Bensberg im gleichnamigen Kirchspiel im bergischen Amt Porz war.
Unter der französischen Verwaltung zwischen 1806 und 1813 wurde das Amt Porz aufgelöst und Pütz wurde politisch der Mairie Bensberg im Kanton Bensberg zugeordnet. 1816 wandelten die Preußen die Mairie zur Bürgermeisterei Bensberg im Kreis Mülheim am Rhein.
Aufgrund des Köln-Gesetzes wurde die Stadt Bensberg mit Wirkung zum 1. Januar 1975 mit Bergisch Gladbach zur Stadt Bergisch Gladbach zusammengeschlossen. Dabei wurde auch Pütz Teil von Bergisch Gladbach.
| Jahr | Einwohner | Wohn- gebäude | Kategorie |
| ---- | --------- | ------------- | --------- |
| 1822 | 8         |               | Bauergut  |
| 1830 | 10        |               | Bauerngut |
| 1845 | 5         | 1             | Bauergut  |
| 1871 | 17        | 2             | Hofstelle |
| 1885 | 17        | 3             | Wohnplatz |
| 1895 | 14        | 2             | Wohnplatz |